# Parafia Najświętszej Maryi Panny Królowej Polski w Kruszynie
Parafia Najświętszej Maryi Panny Królowej Polski w Kruszynie – parafia rzymskokatolicka, znajdująca się w diecezji włocławskiej, w dekanacie brzeskim.

## Duszpasterze
- proboszcz: ks. kanonik Łukasz Grabiasz (od 2020)
- wikariusz: ks. Rafał Marczewski (od 2022)

## Kościoły
- kościół parafialny: Kościół Najświętszej Maryi Panny Królowej Polski w Kruszynie
- kościół filialny: Kościół św. Marka Ewangelisty w Nakonowie